# Váci Világi Vigalom
A Váci világi vigalom Vác legnagyobb kulturális eseménye. 1993 óta minden év július utolsó hétvégén (2014-ben július utolsó előtti hétvégéjén) megrendezett, három napos kulturális fesztivál.

## Alapötlete
Ötletét egy 1764 augusztusában történt esemény adta, amikor is Migazzi Kristóf püspök meghívására Mária Terézia udvartartásával együtt Vácra látogatott és ott öt napot töltött el. A látogatásra püspöki város számos mulatságot szervezett és ekkorra készült el a Magyarország egyetlen diadalíve, a Kőkapu is. 

## Rendezvényei
A háromnapos fesztivált 2013-ig minden évben július utolsó hétvégéjén rendezték meg. 2014-ben  az esemény július utolsó előtti hétvégéjén folyt le. A fesztivál számos kulturális programja közül kiemelkedik a barokk jelmezverseny. Az ingyenes rendezvénysorozatot tűzijáték zárja.